# Scirtophaca tianshanskyi
Scirtophaca tianshanskyi är en insektsart som först beskrevs av Oshanin 1913.  Scirtophaca tianshanskyi ingår i släktet Scirtophaca och familjen Dictyopharidae. Inga underarter finns listade i Catalogue of Life.